# Alessandra Korap
Alessandra Korap, född 1985, är en brasiliansk miljöaktivist och ledare från den etniska folkgruppen munduruku. Hon jobbar med att försvara ursprungsfolkets områden från att avgränsas och fördömer de illegala gruv- och skogsindustrierna. Korap har fått internationell uppmärksamhet för sitt arbete och fick år 2020 priset Robert F. Kennedy Human Rights Award i USA och år 2023 fick hon priset Goldman Environmental Prize för Syd- och Centralamerika.